# سلادکودوم
سلادکودوم (به بلغاری: Sladkodum) یک منطقهٔ مسکونی در بلغارستان است که در شهرستان کروموفگراد واقع شده‌است.